# Erasure
Erasure, britanska glazbena skupina

## Članovi
- Vince Clarke, gitara
- Andy Bell

## Diskografija

### Albumi
- Wonderland (1986.)
- The Circus (1987.)
- The Two-Ring Circus (1987.)
- The Innocents (1988.)
- Crackers International (1988.)
- Wild! (1989.)
- Chorus (1991.)
- Abba-Esque (1992.)
- Pop! The First 20 Hits (1992.)
- I Say I Say I Say (1994.)
- Erasure (1995.)
- Cowboy (1997.)
- Loveboat (2000.)
- Other People's Songs (2003.)
- Hits! The Very Best Of Erasure (2003.)
- Nightbird (2005.)
- Union Street (2006.)
- Acoustic Live (2006.)
- Light At The End Of The World (2007.)
- Live At The Royal Albert Hall (2007.)
- Pop! Remixed (2009.)
- Total Pop! The First 40 Hits (2009.)
- Tomorrow's World (2011.)
- Tomorrow's World Tour (Live At The Roundhouse) (2011.)
- Snow Globe (2013.)
- The Violet Flame (2014.)
- Always - The Very Best Of Erasure (2015.)
- World Be Gone (2017.)
- World Beyond (2018.)
- World Be Live (2018.)

### DVD
- Sanctuary - The EIS Christmas Concert 2002 (2003.)
- Hits! The Videos (2003.)
- The Tank, The Swan & The Balloon (2004.)
- Great Hits Live (Live At Great Woods) (2005.)
- The Erasure Show - Live In Cologne (2005.)
- On The Road To Nashville (2007.)
- Live At The Royal Albert Hall (2008.)

## Vanjske poveznice
- erasureinfo.com - Službena stranica Erasure-a
- Fan stranice